# Heterotetracystis
Heterotetracystis, manji rod zelenih algi u razredu Chlorophyceae, dio porodice Tetracystaceae. Sastoji se od dvije kopnene vrste, obje otkrivene u državnoj šumi Cedars of Lebanon State Forest, u okrugu Wilson, Tennessee

## vrste
1. Heterotetracystis akinetos Ed.R.Cox & T.R.Deason
2. Heterotetracystis intermedia Ed.R.Cox & T.R.Deason